# Eupithecia sergiana
Eupithecia sergiana là một loài bướm đêm trong họ Geometridae.